# 1-هكسانول
1 - هكسانولهو كحول عضوي ذو سلسلة تتكون من ستة ذرات كربون سلسلة والصيغة البنائية المختصرة CH3(CH2)5OH. هو سائل عديم اللون قليل الذوبان في الماء ، وكذلك غير قابل للامتزاج مع الأثير و الإيثانول.
وله أيزومرين في سلسلة مستقيمة إضافية 1-هكسانول، 2-هكسانول و 3 هكسانول، يتم استخدامه في صناعة العطور

## التحضير
ويتم إنتاج الهكسانول صناعيا من قبل من الإيثيلين باستخدام ثلاثي إثيل الألومنيوم تليها أكسدة منتجات ألكيل الألمنيوم.
C6H13OH

وعملية تخليقه كالاتي:
Al(C2H5)3 + 6C2H4 → Al(C6H13)3
Al(C6H13)3 + 1½O2 + 3H2O → 3HOC6H13 + Al(OH)3

## طريقة أخرى
طريقة أخرى للتحضير تستلزم [hydroformylation] ل1- بينتين تليها هدرجة الألدهيدات الناتجة عن ذلك. ويمارس هذا الأسلوب في الصناعة لإنتاج خلائط متساوية C6- من الكحولات التي تستخدم كملدنات.
من حيث المبدأ، 1-الهيكسين يمكن تحويله إلى 1-هكسانول بواسطة هدرجة البورون (ثنائي البورون في رباعي هيدرو فوران متبوعا معالجة بيروكسيد الهيدروجين و هيدروكسيد الصوديوم):
هذه الطريقة تعليمية ومفيدة في التركيب داخل المختبر ولكن لا صلة لها بالموضوع .عمليا غير مكلفة نظرا لتوافره التجارى بالنسبة ل 1-هكسانول من الاثيلين.

## وجود في الطبيعة
ويعتقد أن 1-هكسانول أنه يوجد في رائحة الأعشاب المقصوصة حديثا.ويمثل «Alarm pheromones» [إنذار فرمون] الذي ينبعث من غدة «Koschevnikov» من نحل العسل و يحتوي على 1-هكسانول.

## وصلات خارجية
- بطاقة السلامة الكيميائية العالمية 1084